# Iglesia ni Cristo
Iglesia ni Cristo (INC), även kallad Church of Christ, grundad 1914 av Félix Y. Manalo på Filippinerna, är en religiös rörelse som av många betraktas som en sektliknande organisation. Den gör exklusiva anspråk på att vara den enda sanna kristna kyrkan och kräver strikt lojalitet från sina medlemmar. Rörelsen har idag flera miljoner anhängare, främst i Filippinerna men även i ett växande antal länder världen över.

### Centralstyrd lära och maktstruktur
Iglesia ni Cristo är känd för sin starkt hierarkiska struktur, där all makt koncentreras till en ledare – för närvarande Eduardo V. Manalo, barnbarn till grundaren. Kyrkans interna beslut fattas centralt, och medlemmar förväntas visa absolut lydnad och underkastelse inför ledningen. Kritiker menar att detta skapar en auktoritär miljö där ifrågasättande inte tolereras.

### Kontroll och lydnad
Många före detta medlemmar vittnar om strikt kontroll över både det religiösa och det privata livet. Kyrkan har kritiserats för att isolera och utpressa avhoppare, och det finns rapporter om att familjemedlemmar tvingas bryta kontakten med släktingar som lämnat rörelsen. Ekonomiska krav, såsom tvingande tiondegivande, är en annan del av kritiken.

### Politisk påverkan och censur
INC utövar också politisk makt i Filippinerna genom att kollektivt instruera sina medlemmar hur de ska rösta i val – ett inflytande som flera gånger väckt oro för demokratisk integritet. Journalister och aktivister som försökt granska organisationen har ibland mött hot, trakasserier eller rättsliga åtgärder. Rörelsen har blivit känd för att slå hårt mot intern kritik, även inom den egna familjen till ledarskapet.

### Officiell hållning
Iglesia ni Cristo förnekar regelbundet alla anklagelser om maktmissbruk och kontroll, och hävdar att deras verksamhet bygger på biblisk sanning och frivillig lydnad. De avfärdar kritiken som religiös förföljelse och illvillig propaganda.